# Birdy - Le ali della libertà
Birdy - Le ali della libertà (Birdy) è un film del 1984 diretto da Alan Parker.
La pellicola ha ricevuto il Grand Prix Speciale della Giuria al Festival di Cannes 1985.

## Trama
Al Columbato è un reduce della guerra del Vietnam, durante la quale ha riportato numerose ferite tra cui varie ustioni al viso. Durante la convalescenza gli viene richiesto di presenziare in un ospedale psichiatrico militare dove da tempo è ricoverato il suo amico di infanzia Birdy, anch'egli militare in Vietnam, chiamato così per la sua passione per il volo e i volatili. Birdy è ridotto ad uno stato schizofrenico e chiuso in un silenzio catatonico a causa degli orrori della guerra. Così il dottor Weiss, lo psichiatra militare che lo ha in cura, spera che la vicinanza di Al possa in qualche modo giovargli.
I due erano diventati amici nei primi anni sessanta nei sobborghi poveri di Filadelfia; proprio in quel periodo iniziarono i tentativi di Birdy di volare, una passione che lo distoglieva da ogni altro interesse, ragazze comprese, e lo allontanava gradualmente dalla realtà. In due fasi Birdy riesce ad illudersi di essere un uccello e di poter vedere il mondo dall'alto, dapprima a Filadelfia, motivo per il quale Al decide di troncare l'amicizia, e poi anche in Vietnam. Birdy continua a restare chiuso nel suo silenzio, ad ignorare il suo amico. Il dottor Weiss considera la presenza di Al oramai inutile e forse persino dannosa, ma il giovane non è intenzionato a demordere.

## Colonna sonora
- Arrangiamento di brani da canzoni di Peter Gabriel, dal suo terzo e quarto album come solista.
- La Bamba, successo di fine anni cinquanta del cantante d'origine messicana Ritchie Valens.
- Il brano ricorrente è l'arrangiamento pianistico di Wallflower, titolo pertinente con la figura introversa e solitaria del protagonista recluso.

## Comparazione con il romanzo
- Nel romanzo di William Wharton, da cui è tratto il film, i due protagonisti sono reduci della seconda guerra mondiale.
- Al pari del romanzo, nel film non c'è alcun riferimento al nome del protagonista, noto solamente con l'appellativo di Birdy.